# 1989 Tatry
Tatry (asteroide 1989) é um asteroide da cintura principal, a 2,1697976 UA. Possui uma excentricidade de 0,0771527 e um período orbital de 1 316,83 dias (3,61 anos).
Tatry tem uma velocidade orbital média de 19,4244198 km/s e uma inclinação de 7,76722º.
Esse asteroide foi descoberto em 20 de Março de 1955 por A. Paroubek, R. Podstanicka.